# Парный Колодезь
Парный Колодезь — деревня в Ливенском районе Орловской области России.
Входит в Навесненское сельское поселение в рамках организации местного самоуправления и в Навесненский сельсовет в рамках административно-территориального устройства.

## География
Деревня находится северо-восточнее села Вязовая Дубрава и северо-западнее административного центра поселения — села Навесное. Расположена на правом берегу ручья, впадающего в ручей Мокрый.
В деревне имеется одна улица — Раздольная. Просёлочной дорогой соединена с автомобильной дорогой.

## Население
| 2010 |
| ---- |
| 8    |